# Henri Sauvage
Henri Sauvage (Rouen, 10 maggio 1873 – Parigi, 21 marzo 1932) è stato un architetto e designer francese dell'inizio del XX secolo.
Fu uno degli architetti più importanti dei movimenti dell'Art Nouveau e del Decò francese e dell'inizio del modernismo architettonico. Fu anche un pioniere nella costruzione di edifici per l'edilizia popolare a Parigi. Le sue opere principali includono: Villa Majorelle a Nancy; ed il complesso dei grandi magazzini La Samaritaine a Parigi.

## Biografia
Studiò architettura all'École nationale supérieure des beaux-arts dal 1892 al 1903, nel corso tenuto da Jean-Louis Pascal, ma lasciò la scuola prima di ricevere il diploma e si definiva un autodidatta in architettura. Si associò e strinse amicizia con molte figure di spicco dei nuovi movimenti dell'architettura e delle arti decorative, tra cui l'architetto razionalista Frantz Jourdain (1847-1935), il designer di mobili Louis Majorelle (1859-1926), il pittore e designer di mobili Francis Jourdain (figlio di Frantz Jourdain), gli architetti Hector Guimard e Auguste Perret.
Ottenne i primi riconoscimenti progettando decorazioni in stile Art Nouveau. Intorno al 1895, progettò un negozio per l'azienda di decorazione d'interni e carta da parati di suo padre, Henri-Albert Sauvage, e del suo socio Alexandre-Amédée Jolly, che si trovava al 3 rue de Rohan nel I arrondissement (poi demolito). La ditta di Jolly e Sauvage ricevette molte commissioni per carta da parati da architetti Art Nouveau; realizzò la carta da parati per il primo edificio Art Nouveau di Hector Guimard, il Castel Béranger. Lavorando con l'azienda del padre, realizzò stencil, poi mobili e altri oggetti decorativi, collaborando con Louis Majorelle.

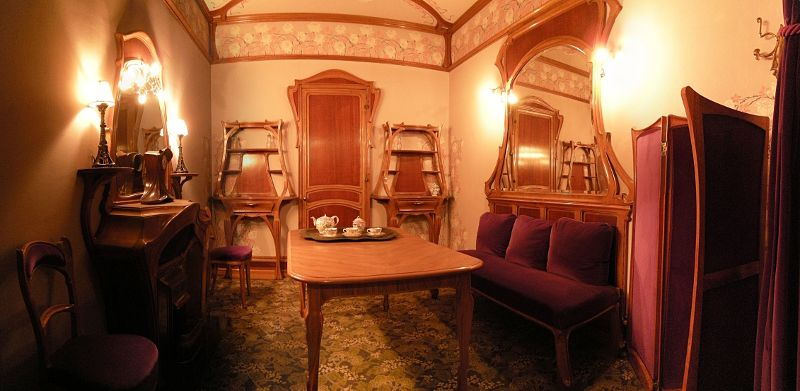
Sala da pranzo privata al Café de Paris, ora al Museo Carnavalet (1899).
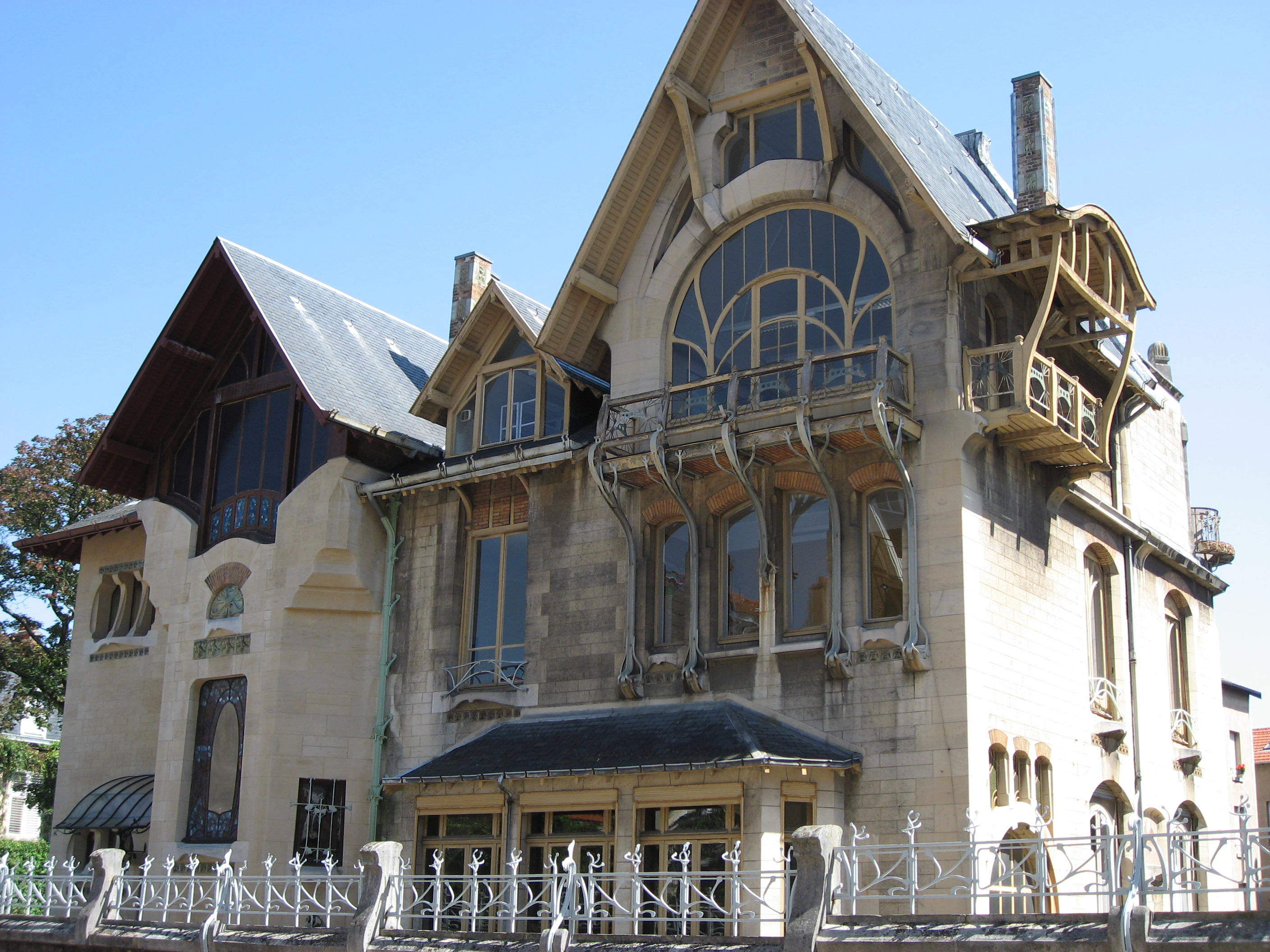
Villa Majorelle a Nancy, con Lucien Weissenburger e Louis Majorelle (1898).
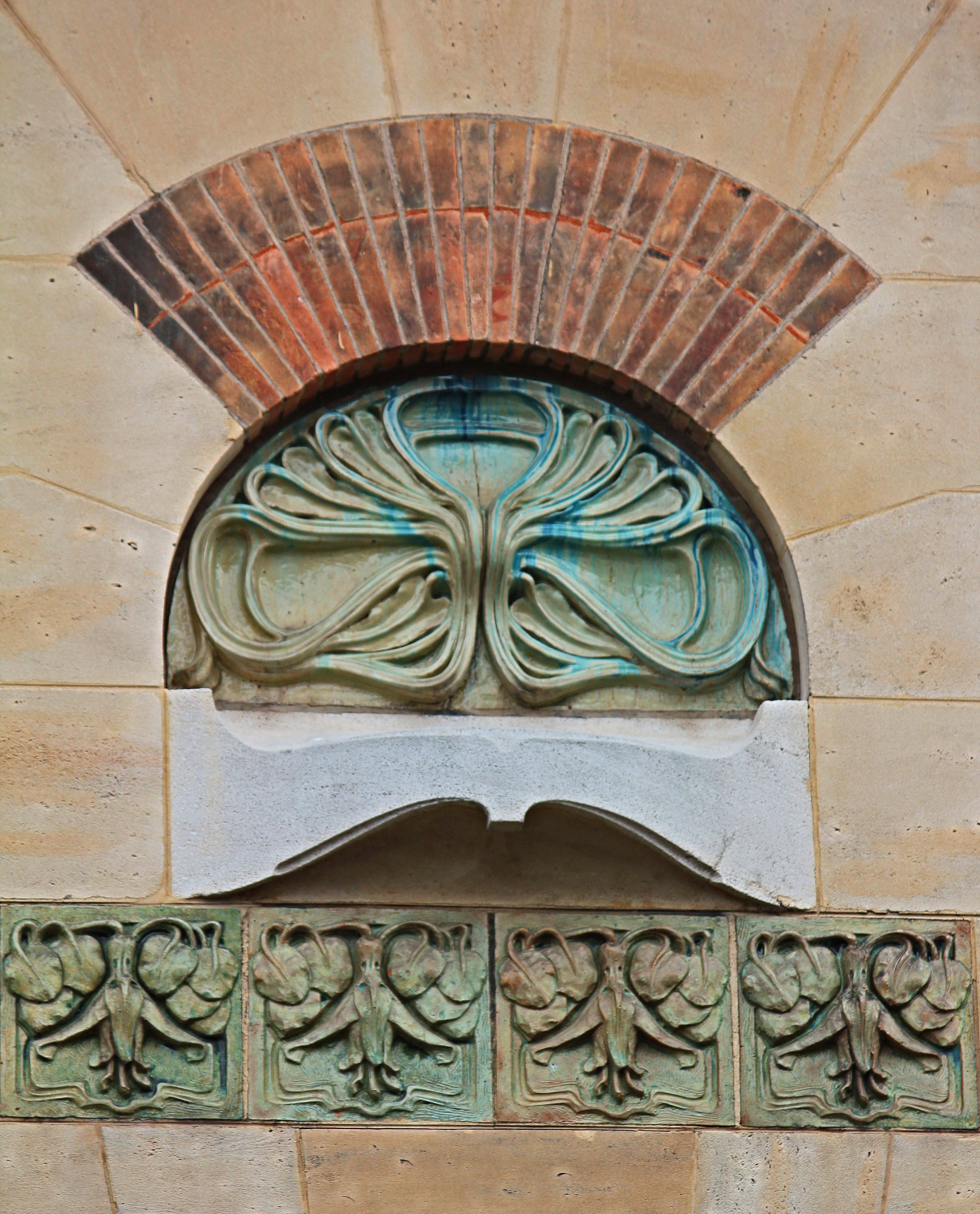
Decorazione in ceramica sulla facciata di Villa Majorelle.

Nel 1897 si recò a Bruxelles, dove lavorò con l'architetto Paul Saintenoy, uno dei pionieri dell'Art Nouveau. Ebbe modo di conoscere e studiare il lavoro dell'architetto razionalista Paul Hankar. Il tempo trascorso a Bruxelles cambiò le sue idee sull'architettura, allo stesso modo in cui, due anni prima, Hector Guimard si era ispirato all'Art Nouveau dell'Hotel Tassel progettato da Victor Horta a Bruxelles. Nel 1898 Sauvage sposò Marie-Louise Carpenter, figlia del designer di mobili e scultore Alexandre Charpentier. Nello stesso anno, insieme a Charles Sarazin, fondò il proprio studio di architettura e divenne membro della Société nationale des beaux-arts, dove espose regolarmente le sue opere decorative.
Nel 1898 ricevette l'incarico, dal designer di mobili Louis Majorelle, di costruire una villa in stile Art Nouveau nella città di Nancy, situata vicino ai nuovi laboratori di mobili che Majorelle stava costruendo. Terminata, nel 1902, la Villa Majorelle portò l'attenzione internazionale sul giovane architetto. Nel 1899, Savage creò due sale da pranzo private in stile Art Nouveau per il celebre ristorante Café de Paris, dopo i tre saloni che Majorelle aveva creato l'anno precedente. Il ristorante venne successivamente demolito, ma il salone color malva è stato ricreato nel Museo Carnavalet della storia di Parigi.
All'Esposizione universale di Parigi del 1900, Sauvage progettò un teatro per la ballerina americana Loïe Fuller, lavorando in collaborazione con Pierre Roche, Francis Jourdain e il ceramista Alexandre Bigot, un teatro chiamato le Guignol parisien, lo stand espositivo per l'azienda del padre, Jolly fils et Sauvage, una centrale elettrica che produceva elettricità per la mostra, nonché ingressi in stile Art Nouveau per l'Esposizione della strada organizzata da Frantz Jourdain. Realizzò anche diversi progetti, poi non costruiti, per un buffet, tralicci decorativi; un padiglione per la ditta di Louis Majorelle, e un altro per la rivista La mode pratique

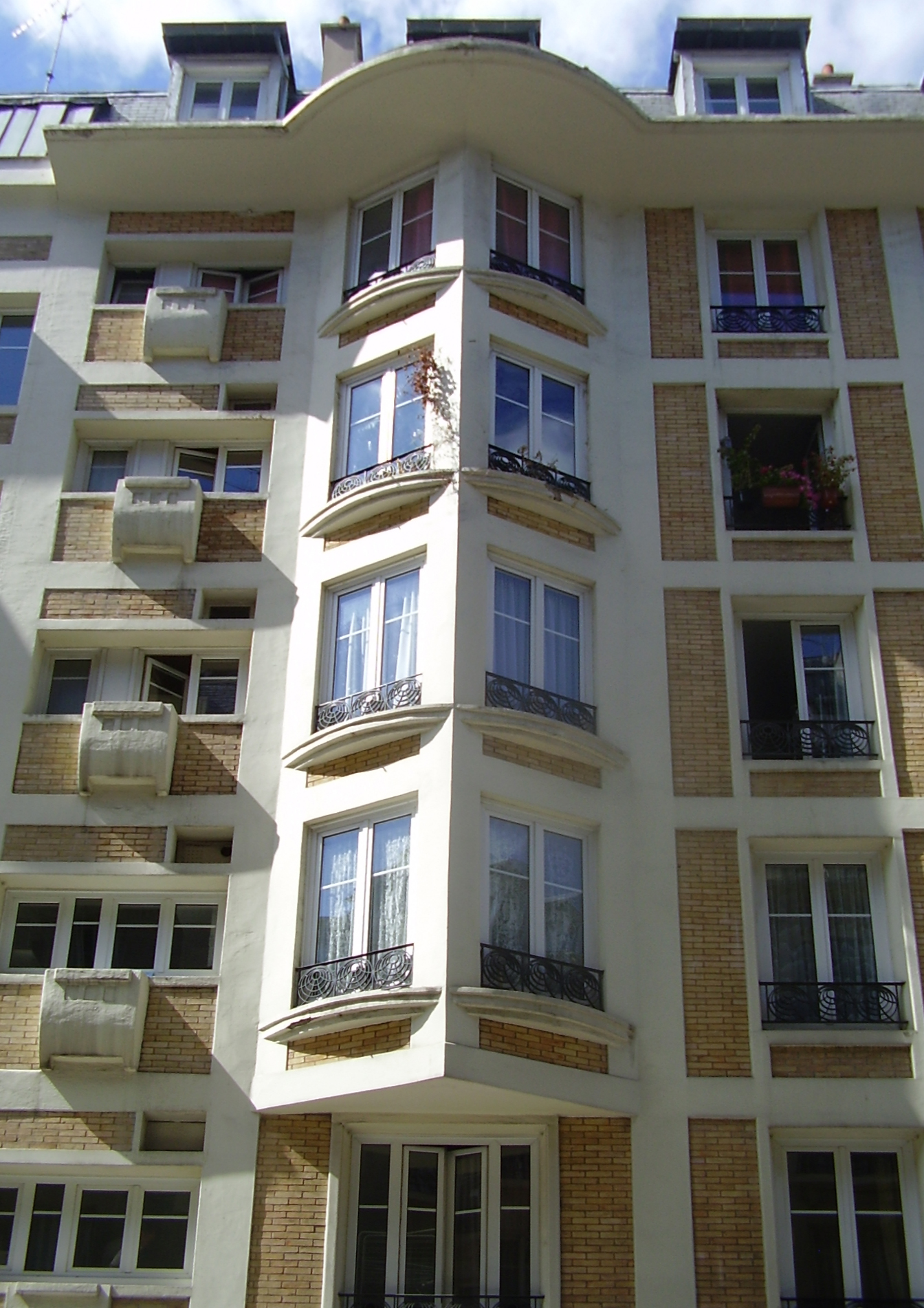
Condominio popolare al 7 rue Trétaigne XVIII arrondissement, (1903-1904).
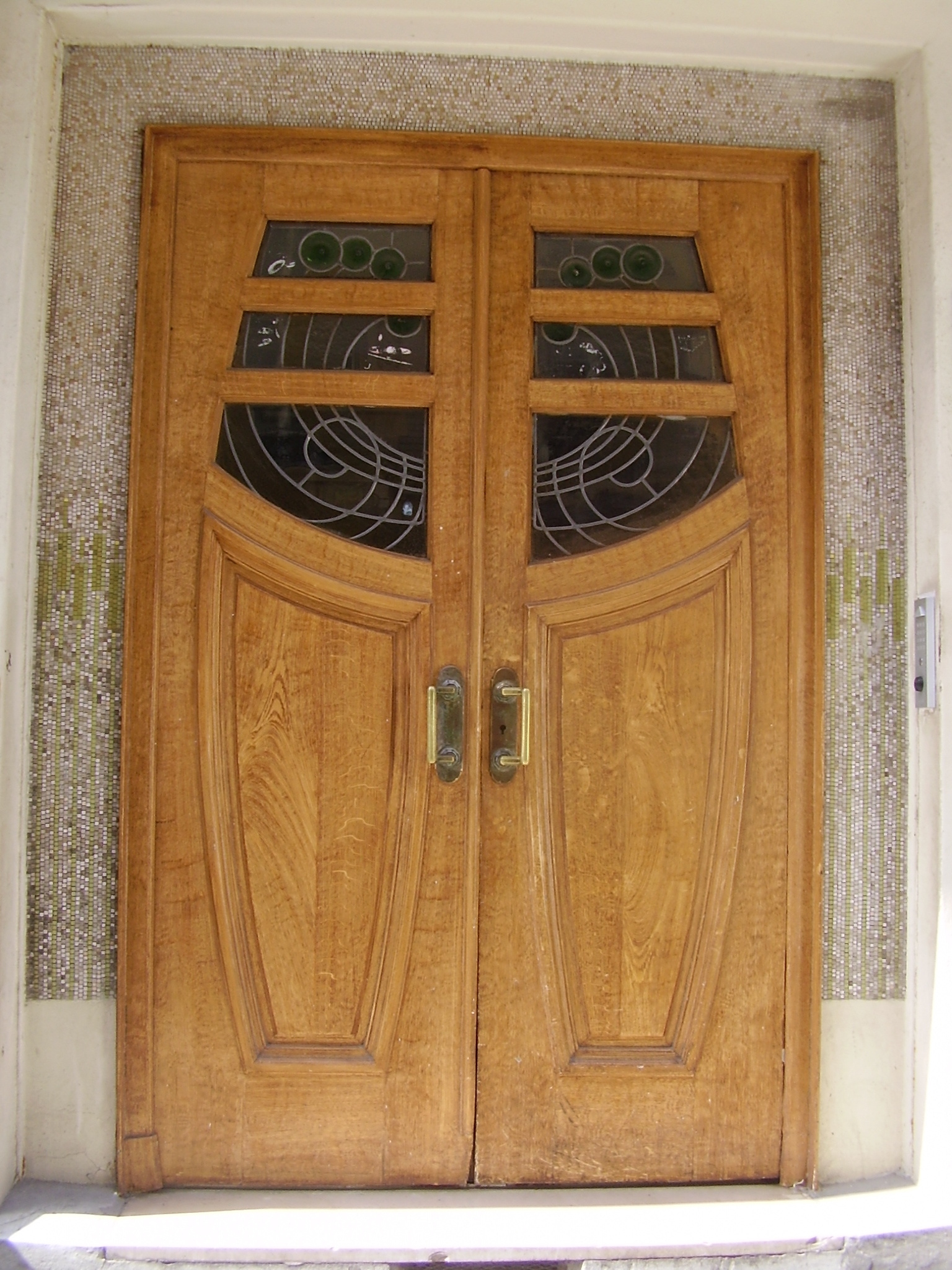
Portale di 7 rue Trétaigne.
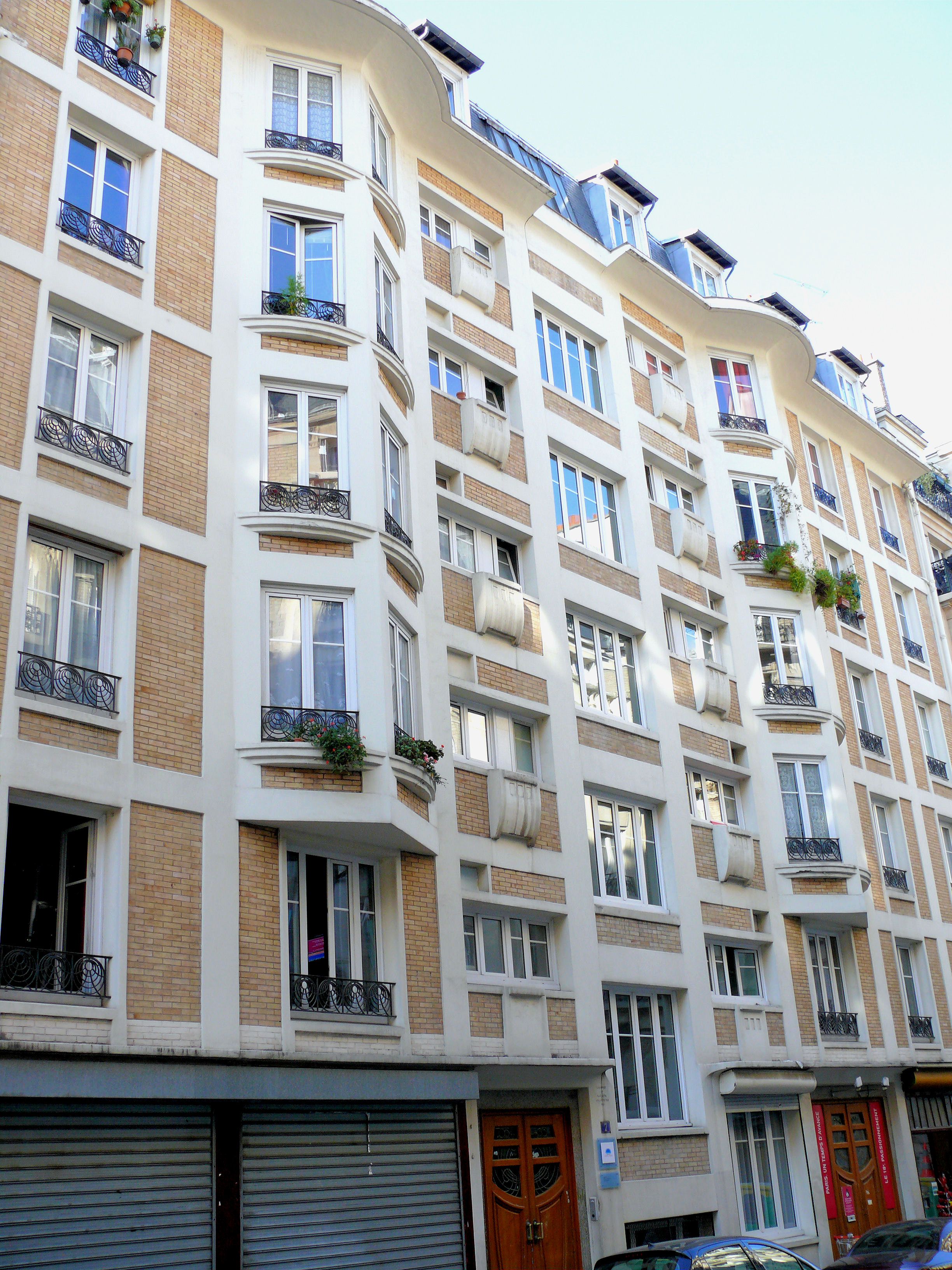
Facciata di 7 rue Trétaigne.
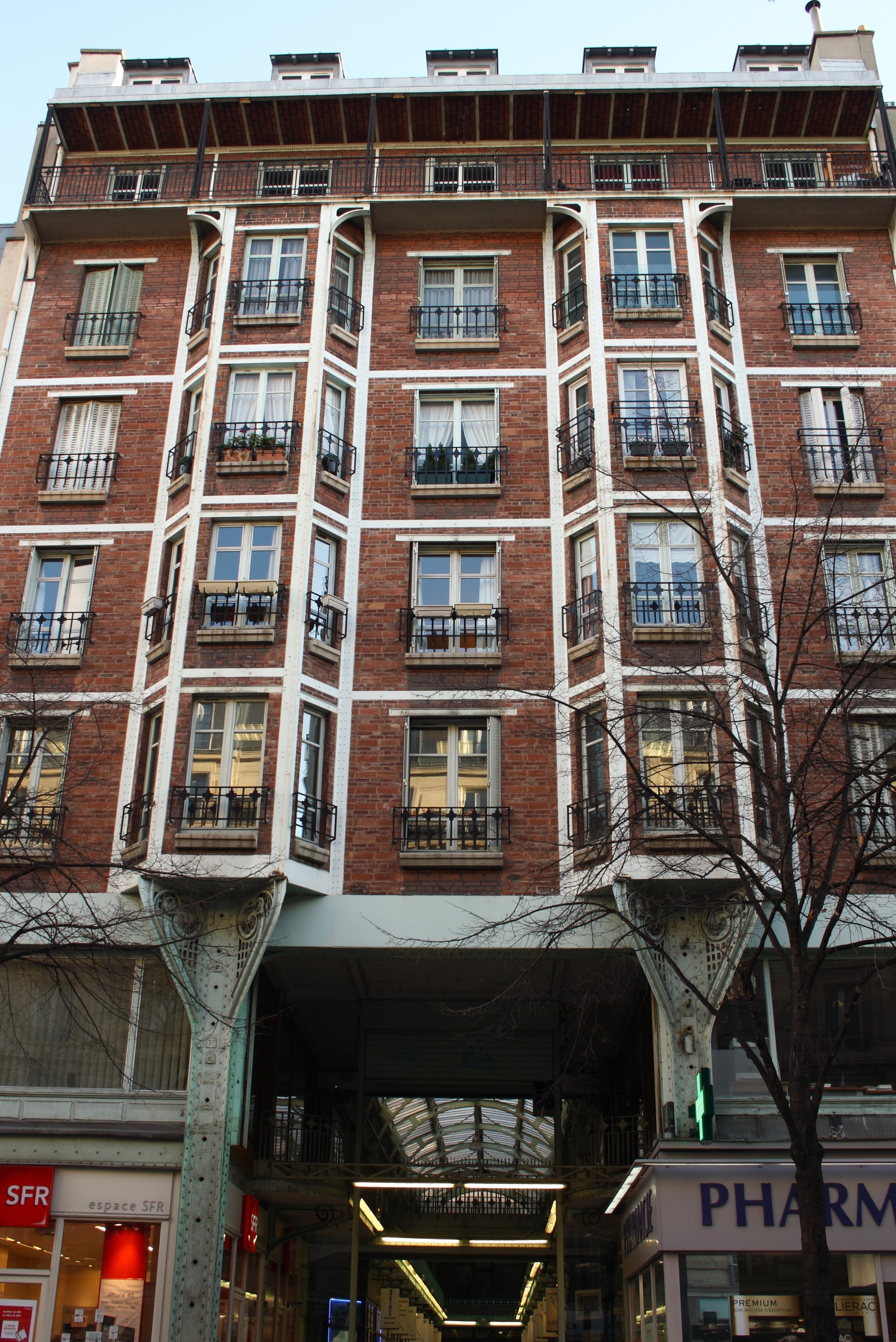
Cité de l'Argentine, 111 Avenue Victor Hugo, che unisce appartamenti e una galleria commerciale (1911).
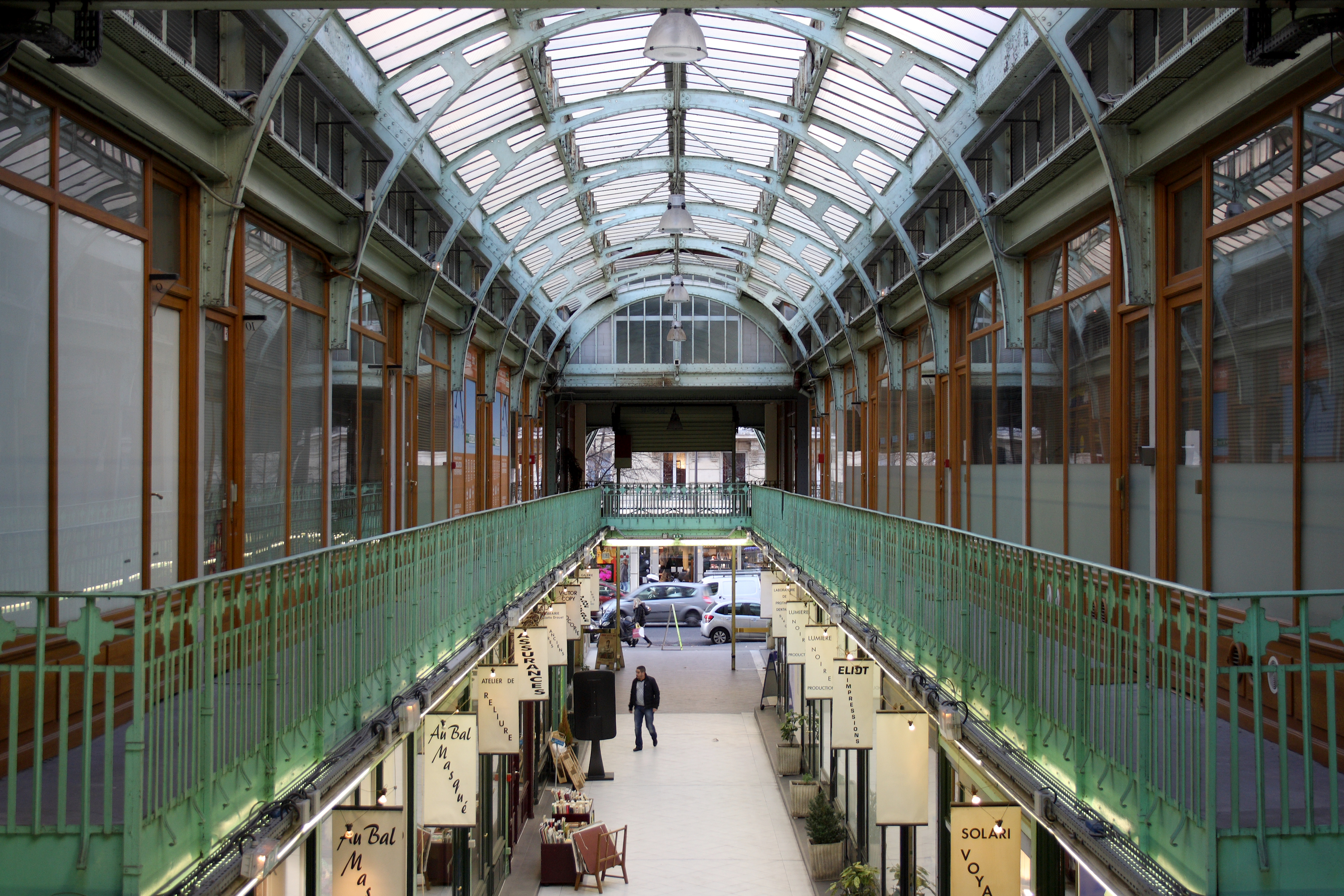
La Cité de l'Argentine, 111 Avenue Victor Hugo, XVI arrondissement (1911).

Nel 1903, fece la sua prima avventura nella progettazione di condomini di edilizia popolare. Lui e Sarazin fondarono una società, Société anonyme de logements hygiéniques à bon marché (Società per l'edilizia abitativa igienica e a basso costo). La collaborazione durò fino al 1916. Progetarono e costruirono sei edifici per l'azienda. I più importanti al 7 rue de Trétaigne, nel XVIII arrondissement, costruito nel 1903-1904, e al 163 Boulevard de l'Hôpital, nel XIII arrondissement, costruito nel 1908. Entrambi gli edifici avevano una struttura in cemento armato, che si esprimeva chiaramente all'esterno; gli spazi sulla facciata, tra i pilastri in cemento, erano riempiti con mattoni in rue de Trétaigne e con arenaria su Boulevard de l'Hôpital.
Oltre a questi due edifici, creati dalla sua azienda, progettò e costruì anche diversi HBM, o Habitations à bon marché, che utilizzavano materiali da costruzione meno costosi. Questi si trovano in 20 rue Severo nel XIV arrondissement (1905), in 1 rue de la Chine nel XX arrondissement (1907), in 1 rue Ferdinand-Flocon nel XVIII arrondissement (1912) e uno nella città portuale di Le Havre, al 26 rue Jean-Macé (1911). In tutti questi edifici seguì i principi del design razionale e igienico che erano stati espressi negli scritti di Eugène Viollet-le-Duc. Sauvage e il suo contemporaneo Auguste Perret furono i primi architetti in Francia ad utilizzare il cemento armato negli edifici residenziali, non semplicemente come mezzo di costruzione, ma per il suo effetto architettonico. Gli edifici risultanti, in particolare l'edificio in 7 rue de Trétaigne, erano più austeri degli edifici precedenti, ma per la loro semplicità, funzionalità e modularità creavano un potente effetto monumentale. Questo stile fu presto utilizzato da altri architetti che progettavano HBM a Parigi.
Nel 1911, Sauvage e Sarazin costruirono un nuovo condominio nel XVI arrondissement che aveva una caratteristica innovativa al piano terra; una galleria commerciale in ferro e vetro, la Cité d'Argentine, una versione aggiornata dei Passage della fine del XVIII e dell'inizio del XIX secolo.

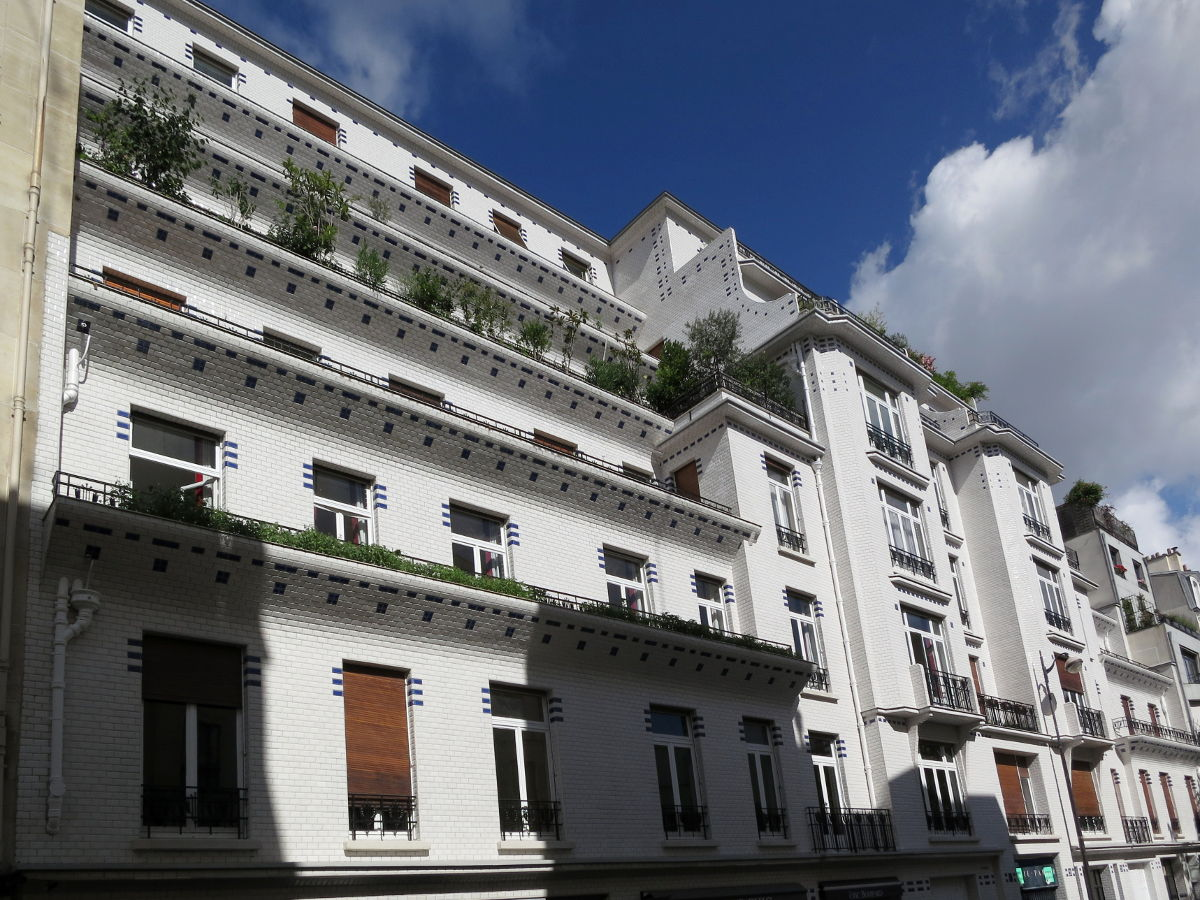
Appartamento in rue Vavin 26, VI arrondissement, Parigi, (1912-1914).
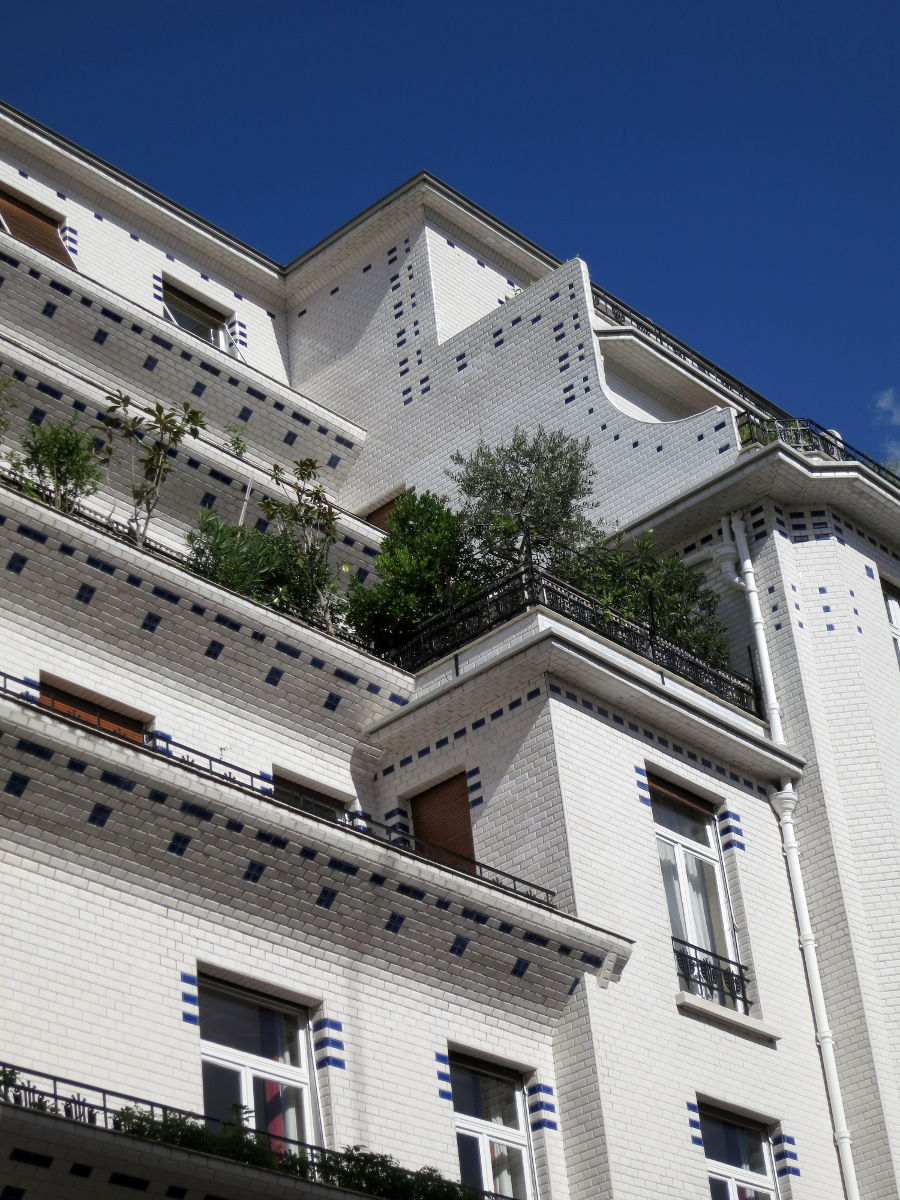
Particolare di 26 rue Vavin.
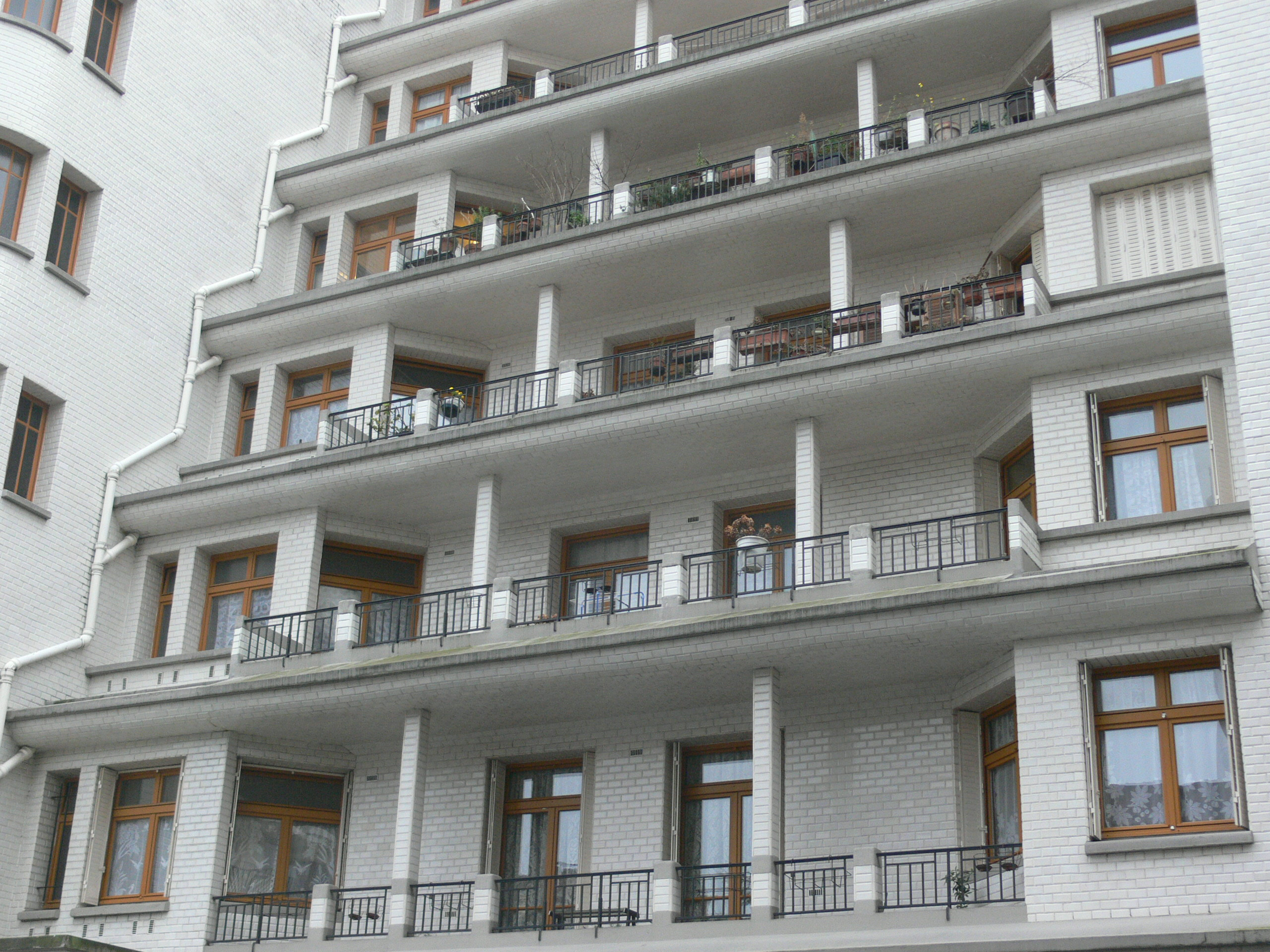
Condominio e piscina pubblica al 13 rue des Amiraux, XVIII arrondissement, Parigi (1922-1927).
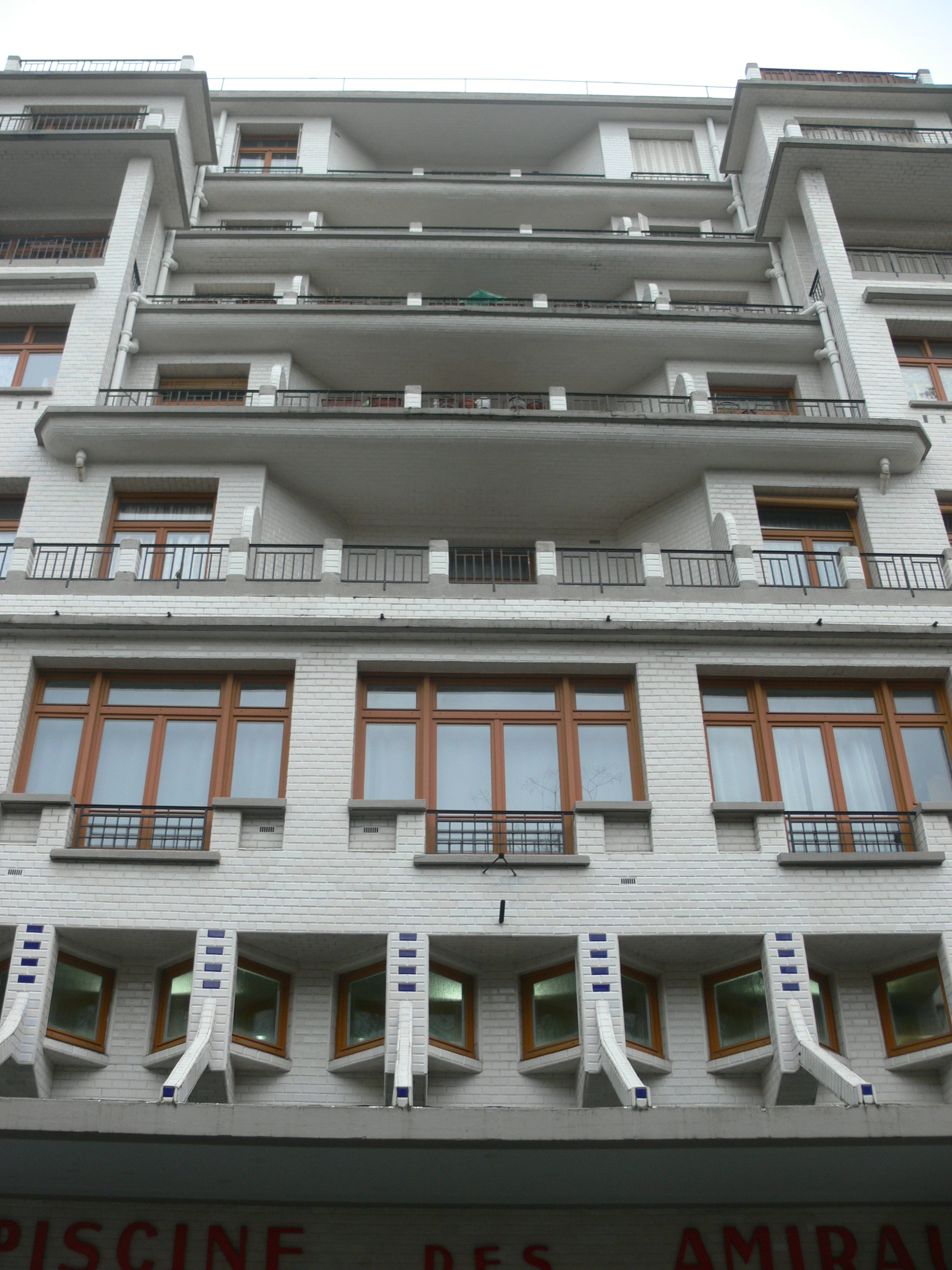
Ingresso piscina 13 rue des Amiraux (1922-1927).

Dopo lunghi studi sui modi per fornire più luce e aria ai condomini, nel corso della costruzione di progetti di edilizia abitativa a basso costo, Sauvage inventò un approccio innovativo al problema; a partire dal 1909 iniziò a progettare edifici in cui i piani superiori erano come gradini, ognuno arretrato rispetto al sottostante, dando spazio a una terrazza. Lui e il suo socio Charles Sarazin brevettarono l'idea nel 1912. Tuttavia, applicarono il sistema solo in due edifici; al 26 rue Vavin nel VI arrondissement, e in un condominio al 13 rue des Amiraux. (1913-1930). Gli esterni di entrambi gli edifici vennero completamente rivestiti con piastrelle di ceramica bianca realizzate dall'impresa di Hippolyte Boulenger e compagnia. Un terzo edificio a gradini per un HBM era stato proposto per la collina di Montmartre, ma venne abbandonato.
Gli edifici a gradoni erano eccezionalmente moderni concettualmente, riducevano l'affollamento, creavano spazio e consentivano agli inquilini di avere i propri giardini; la lucente piastrella in ceramica bianca conferiva agli edifici un aspetto pulito e moderno. Queste idee in seguito guadagnarono a Sauvage il credito dal critico di architettura H.R. Hitchcock come uno dei pionieri dell'architettura modernista. Tuttavia, a causa delle terrazze, rinunciavano a una grande quantità di spazio affittabile sia all'esterno che all'interno, dove non erano possibili finestre, e non erano considerate economicamente redditizie. Sauvage aveva sperato che, con il suo nuovo progetto, potessero essere consentiti edifici più alti, ma la città si rifiutò di modificare i limiti di altezza. Sauvage risolse il problema di riempire lo spazio interno mettendo il proprio ufficio all'interno dell'edificio in rue Vavin e una piscina comunale all'interno dell'edificio in rue des Amiraux. Sebbene durante la vita di Sauvage siano stati costruiti pochi edifici a gradini, ebbero un impatto importante sugli architetti parigini tra il 1950 e il 1980, tra cui Georges Candilis, Jean Balladur, Michel Andrault, Pierre Parat e Jean Renaudie, che usavano progetti simili in edifici molto più grandi.

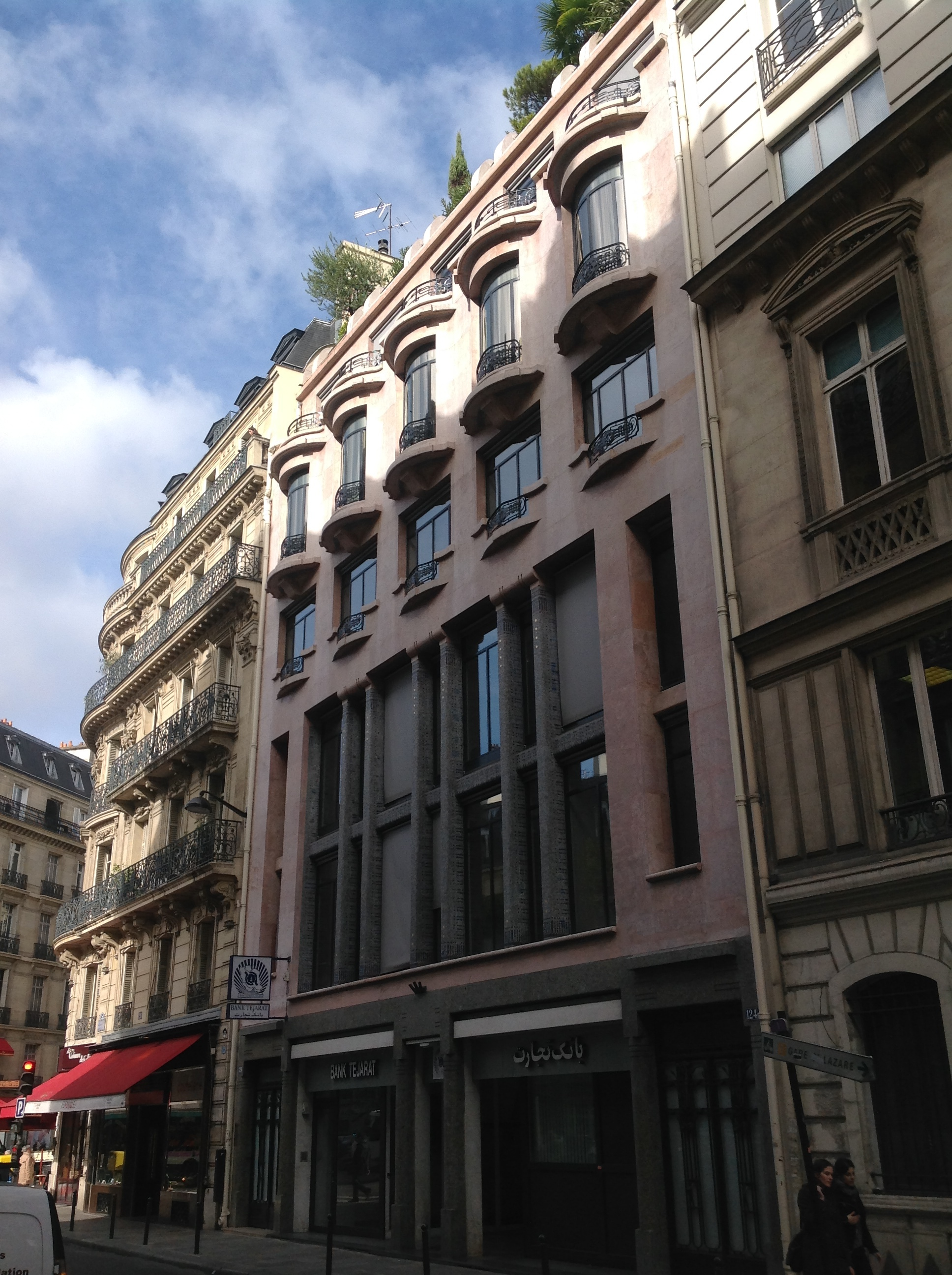
L'edificio Majorelle, al 126 di rue de Provence (VIII arrondissement), costruito per Louis Majorelle (1912-1914).
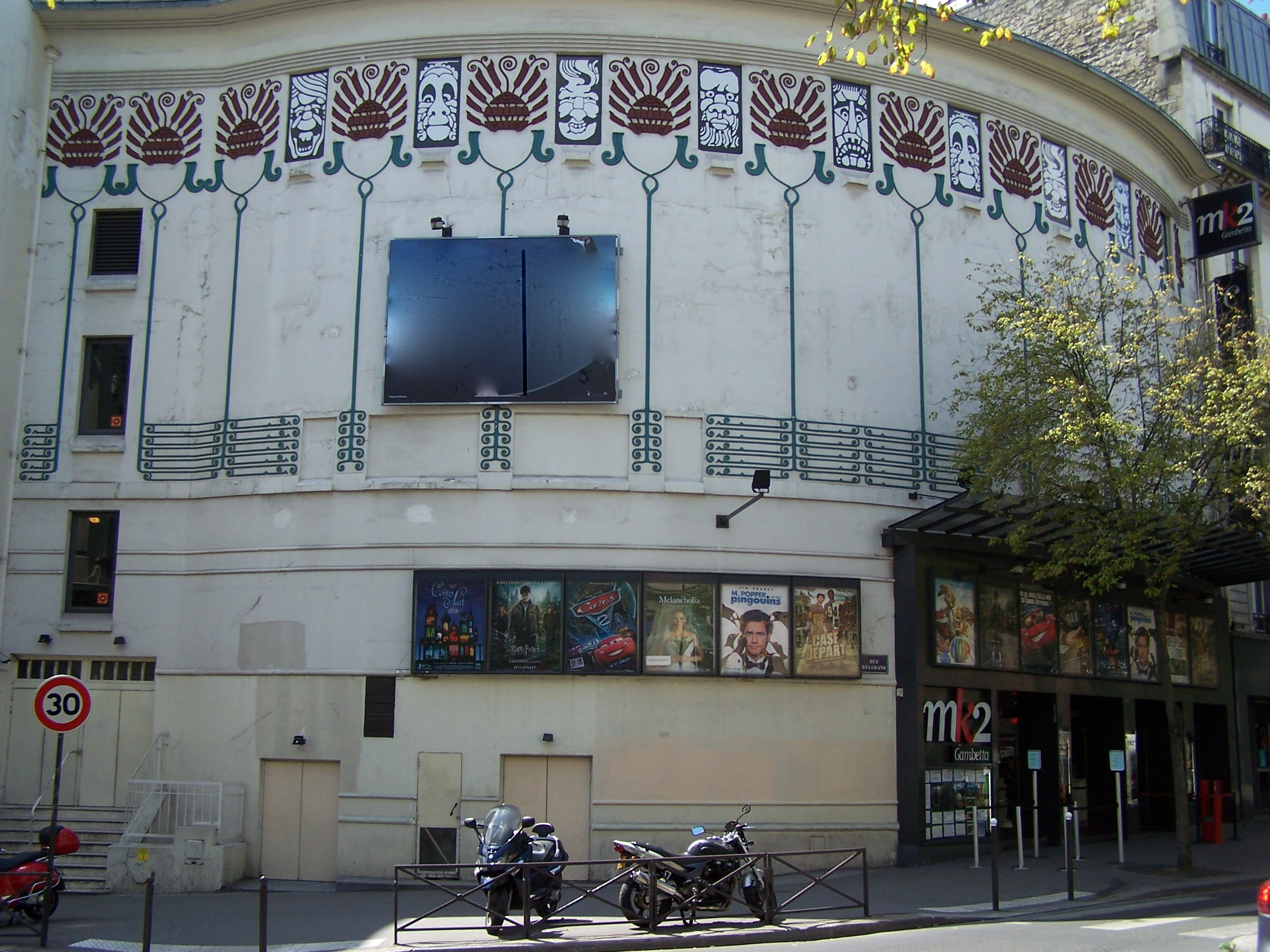
MK2 Gambetta Cinema in 4 rue Belgrand, XX arrondissement, Parigi (1920).
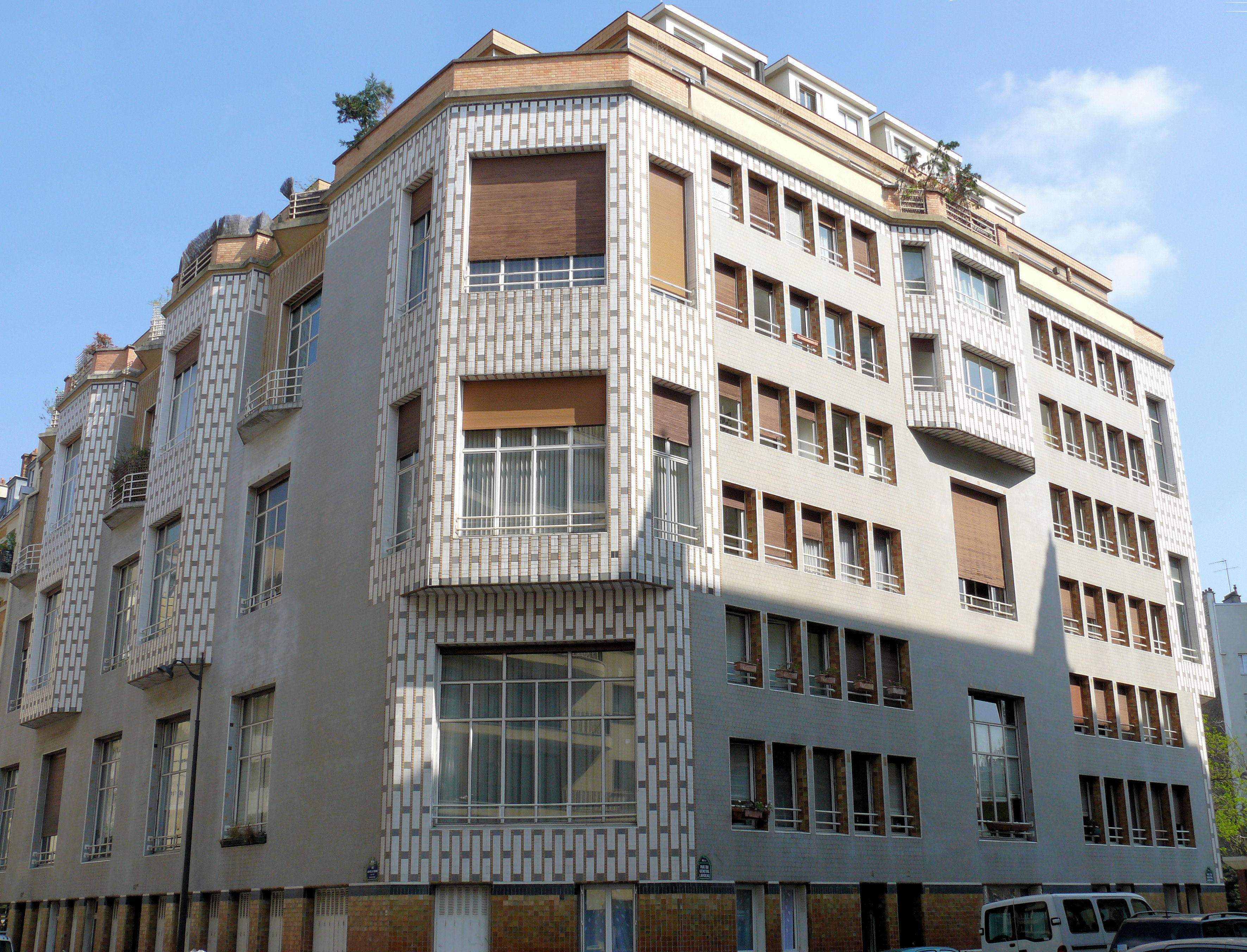
Edificio studio, 65 rue Jean de la Fontaine, XVI arrondissement, Parigi, (1926–1928).
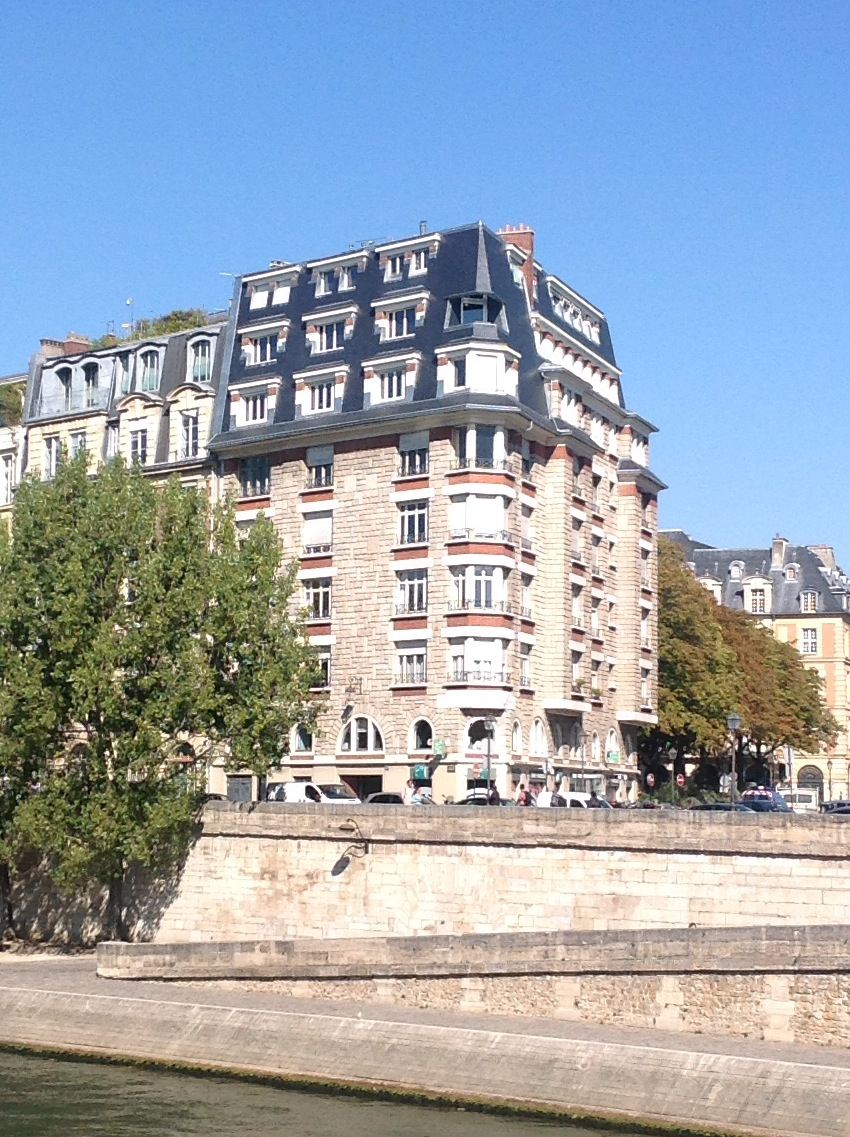
Vert Galant, un condominio art déco al 42 quai des Orfèvres, Parigi, vicino a Place Dauphine e al Palais de Justice (1929-1932).

Sebbene fosse noto per la sua architettura funzionale, era anche un innovatore nella decorazione. Come membro del Salon d'Automne, una società di artisti fondata nel 1903 su iniziativa di Frantz Jourdain, Henri Sauvage era strettamente legato ai principali artisti del suo tempo. Fu anche uno dei primi artisti della sua generazione a riconoscere la fine dell'era dell'Art Nouveau, che abbandonò nel 1909. Nel 1913, poco prima della prima guerra mondiale, Sauvage costruì una nuova struttura per Louis Majorelle nello stile che in seguito divenne noto come decò, facendo di lui, insieme ad Auguste Perret, uno dei pionieri di questo stile. Si trova a 124-126 Rue de Provence, e ha la semplicità e la decorazione discreta del nuovo stile. Sauvage partecipò attivamente all'Exposition des arts décoratifs a Parigi nel 1925, che diede il nome all'Art déco. Il versatile architetto progettò il Pavillon Primavera (in collaborazione con l'architetto Georges Wybo e lo studio Peyret Fréres), il bazar tunisino, il Panorama del Nord Africa, la Galleria Constantine, una galleria di negozi, e un trasformatore elettrico progettato insieme a sua cognata, la scultrice Zette Savage. Per i suoi contributi alla mostra fu insignito della Legion d'onore nel 1926.
Negli anni 1920, Sauvage terminò la sua collaborazione con Charles Sarazin e confermò il suo status di pioniere dello stile Art déco. Progettò due sale cinematografiche a Parigi; la Sèvres, 80 rue de Sèvres nel VII arrondissement, costruita nel 1920 e demolita nel 1975 e il Gambetta-Palace, al 6 rue Belgrand, nel XX arrondissement, costruito nel 1920. L'interno decò di questo teatro è stato trasformato in un cinema multisala e gli ingressi sono stati modificati, ma la facciata è nella sua forma originale. Altri lavori a Parigi comprendevano un condominio al 137 di boulevard Raspail (1922), vicino a uno dei suoi edifici precedenti al 26 di rue Vavin, al n. 4 e 6, Avenue Sully-Prudhomme nel VII arrondissement, un edificio coronato da decorazioni scultoree di François Pompon e, nel 1924, l'edificio al 14-16 di boulevard Raspail, Parigi nel VII arrondissement, l'edificio in rue Beaujon 22-24, nel XVIII arrondissement, al 42 rue de la Pomp nel XVI arrondissement e al 50 avenue Duquesne e al 12 rue Éblé nel VII arrondissement. Nel 1926 costruì un condominio al 19 boulevard Raspail nel VII arrondissement, e uno all'8 bis boulevard Maillot a Neuilly-sur-Seine.
Nel 1927 completò lo Studio-Building, un lussuoso condominio di appartamenti in duplex, situato al 65 di Rue Jean-de-La-Fontaine nel XVI arrondissement, interamente rivestito di piastrelle di ceramica della ditta Gentil & Bourdet; piastrelle multicolori verso la strada e bianche lucenti verso il cortile. Lo Studio-Building fu la sua risposta al progetto immobiliare di Le Corbusier del 1922 per 120 ville sovrapposte. Prese il nome dal famoso edificio degli studi d'artista costruito da Richard Morris Hunt a New York nel 1857.
Dal 1927 al 1931 completò due edifici per uffici all'8 e 10 rue Saint-Marc nel II arrondissement. Nel 1928 completò anche un edificio al 28 rue Scheffer nel XVI arrondissement. Dal 1929 al 1932, costruì un condominio decò di sette piani chiamato Vert-Galant al 42 quai des Orfèvres, vicino alla storica Place Dauphine e al Palazzo di Giustizia, provocando una forte reazione da parte dei conservazionisti storici. Oltre alle sue opere a Parigi, nel 1925, costruì una villa per Jean Hallade a Combs-la-Ville e, nel 1926, due ville in stile razionalista, una per sé a Saint-Martin-la-Garenne nel dipartimento dello Yvelines, e una residenza per Julien Reinach, all'11 villa Madrid a Neuilly-sur-Seine, nella periferia di Parigi.

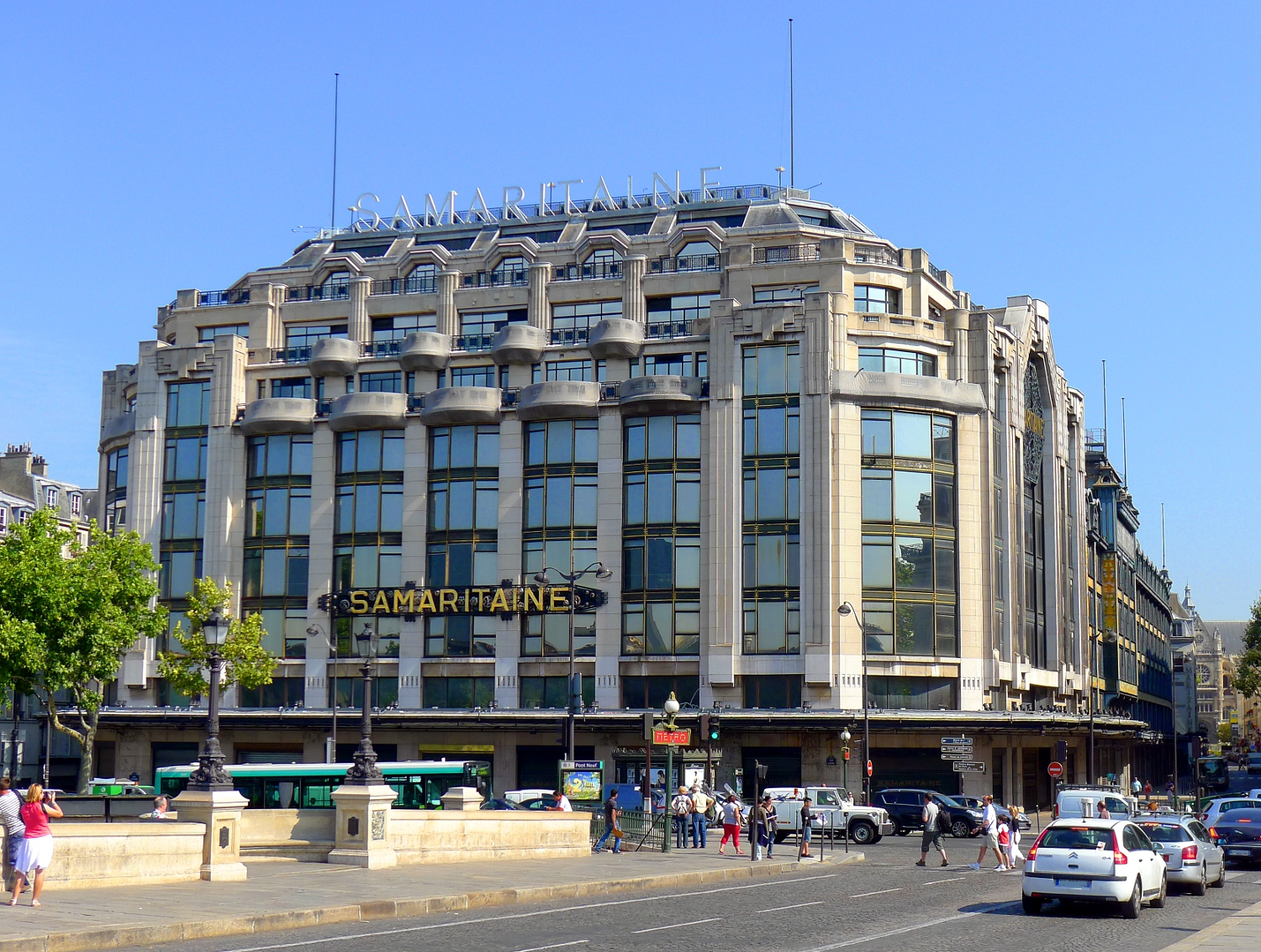
I grandi magazzini La Samaritaine, Parigi (1926-1928).
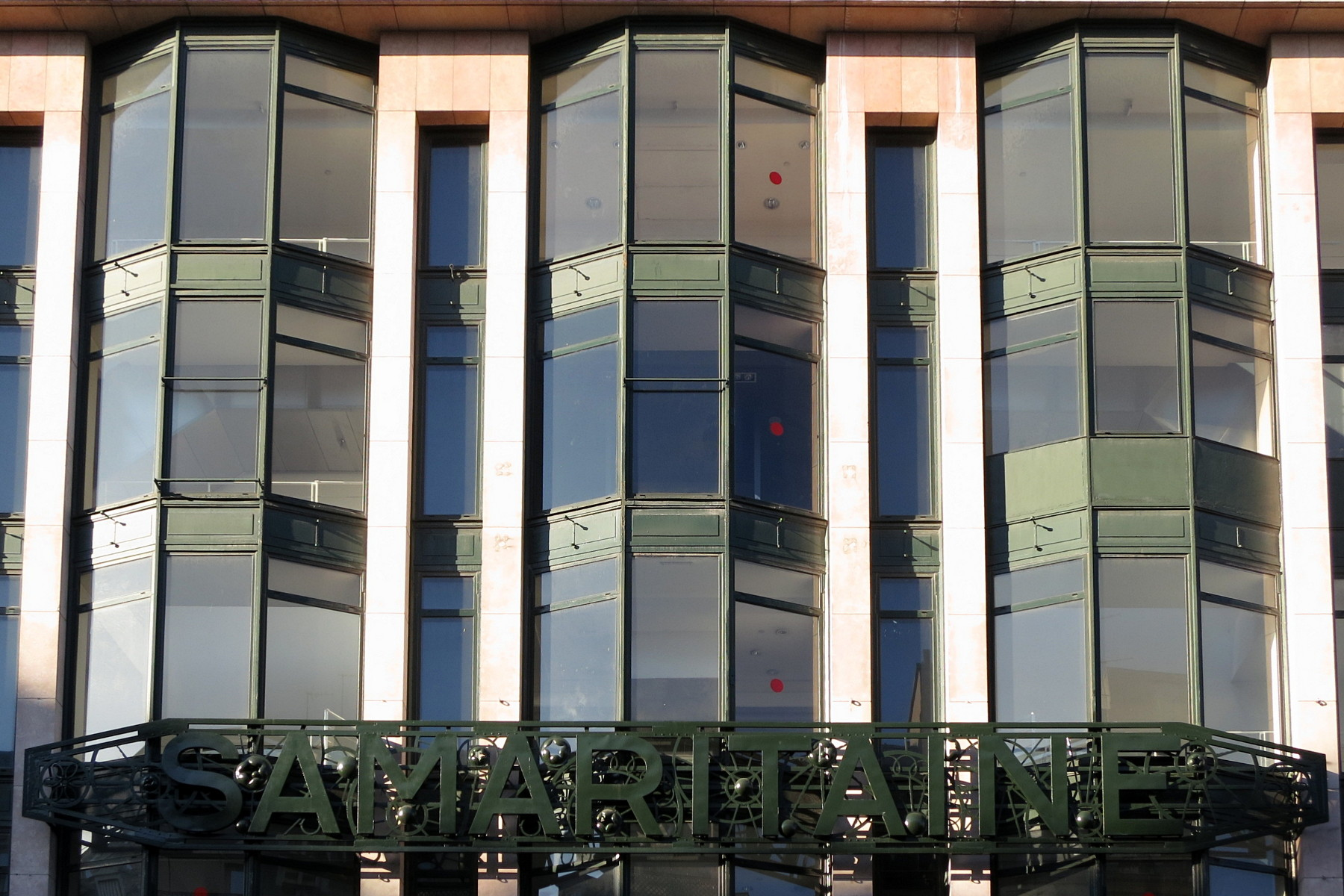
Particolare de La Samaritaine (1928).
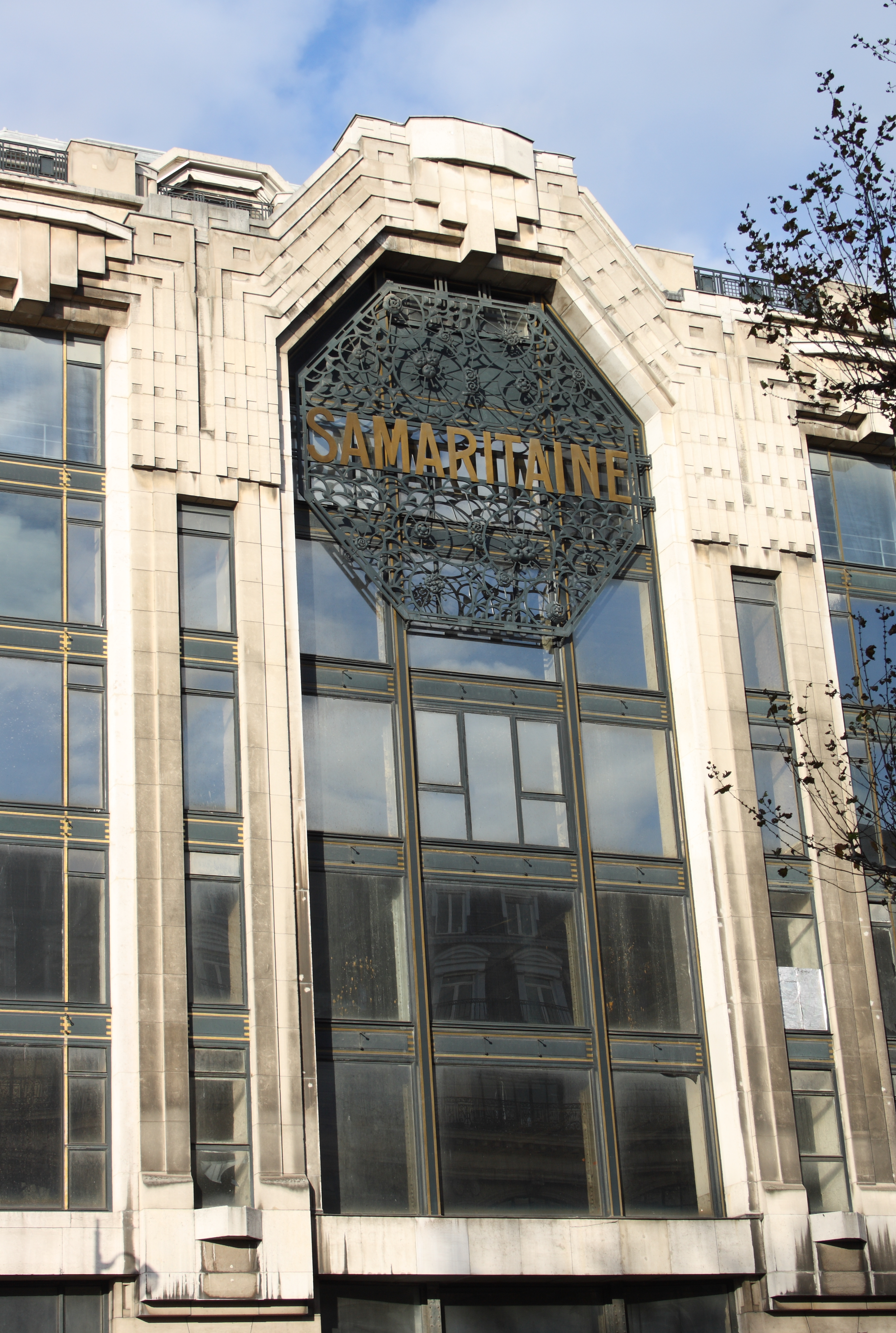
La Samaritaine, edificio 2 (1928).
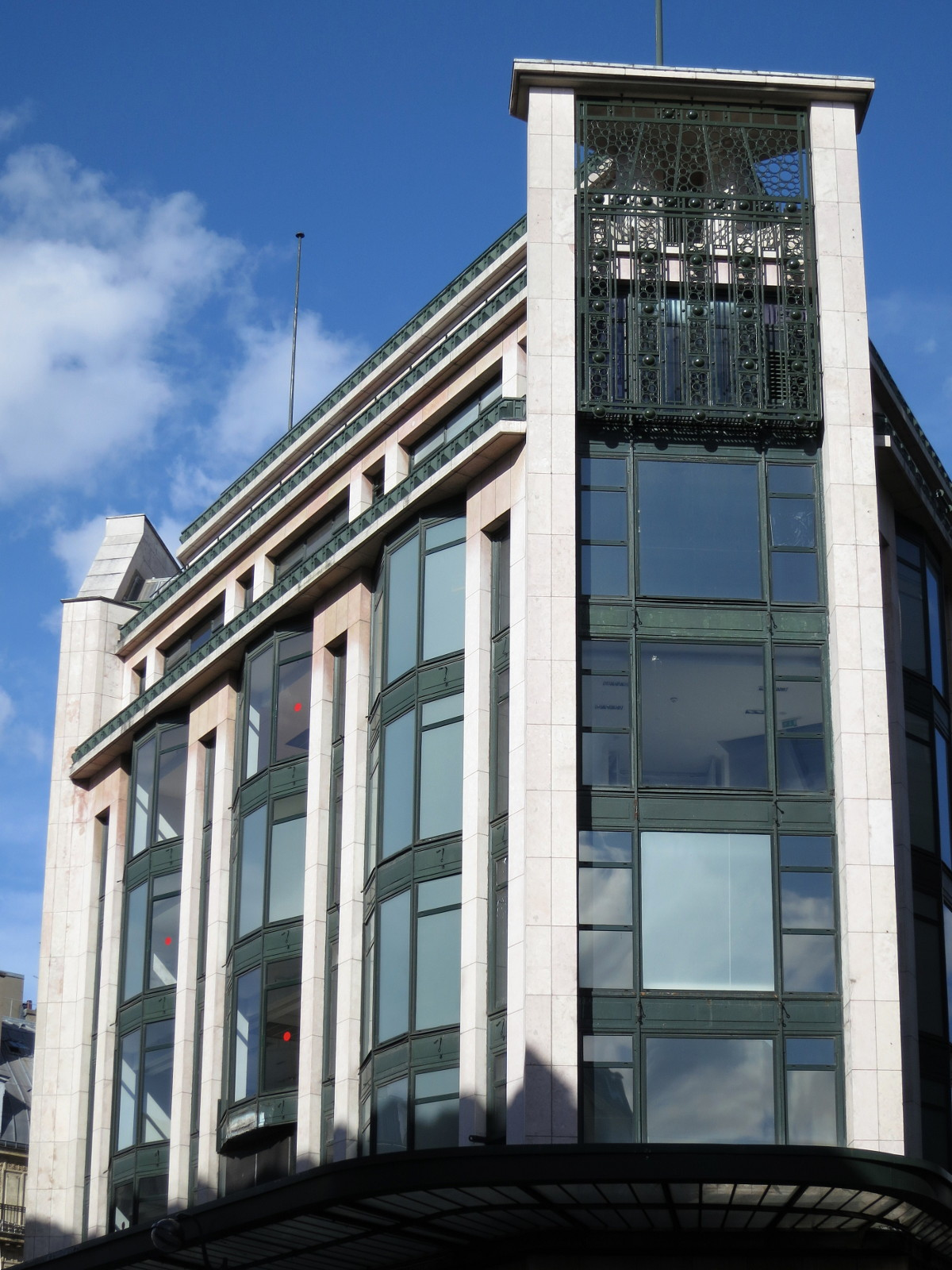
Edificio 3 de La Samaritaine (1930).
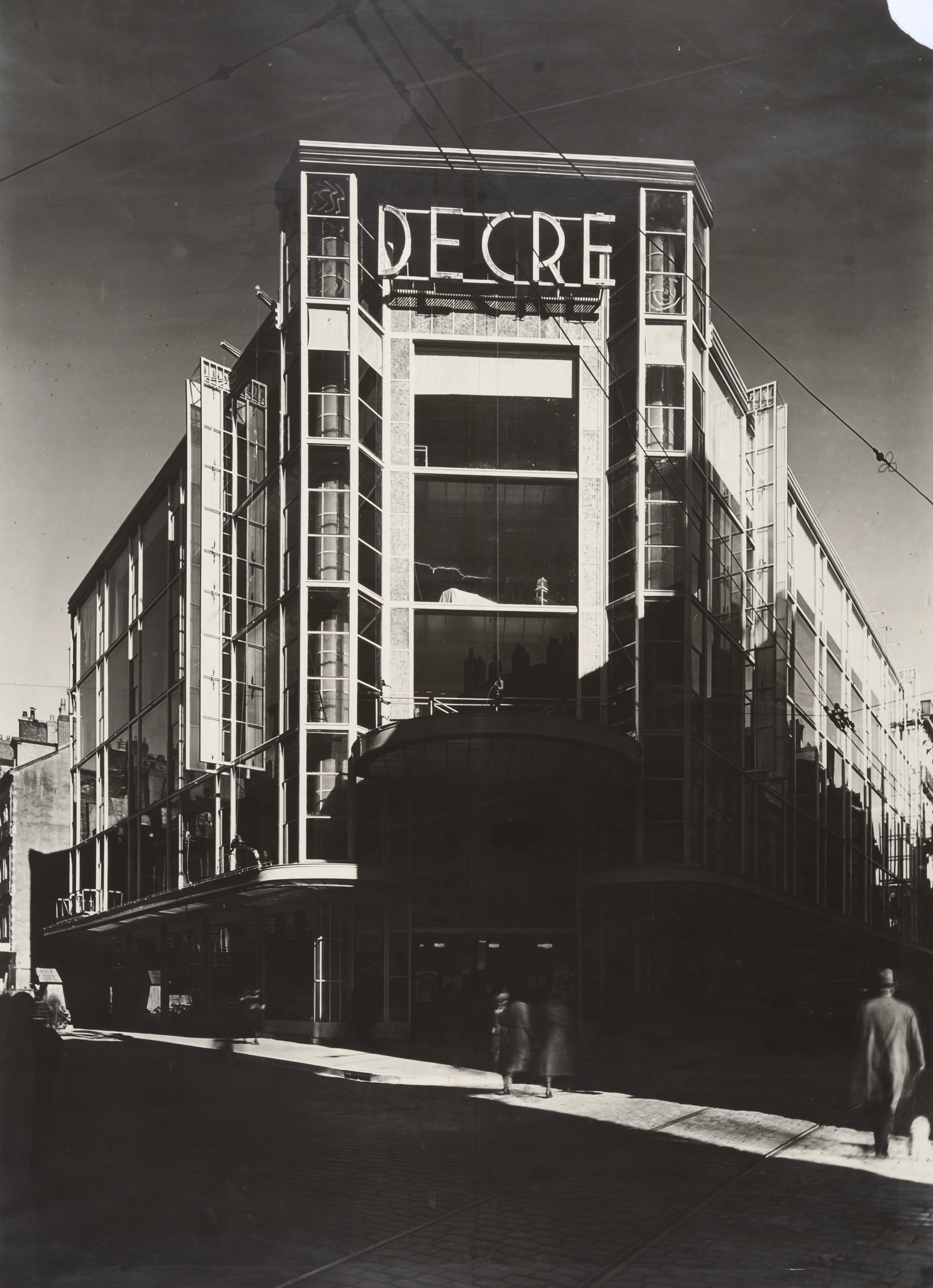
I grandi magazzini Decré a Nantes (1931).

Nel 1930, Sauvage si impegnò nel suo ultimo grande progetto, l'espansione del grande magazzino La Samaritaine, un punto di riferimento della città nel centro cittadino vicino alla Senna. L'edificio precedente era stato costruito tra il 1903 e il 1910 dal suo amico e collaboratore di lunga data, Frantz Jourdain. Nel ricostruire e ampliare l'edificio, Sauvage conservò molti dei tocchi e delle decorazioni in stile art nouveau dell'edificio precedente, creando un nuovo punto di riferimento parigino del nuovo design anni '20 (art decò). Lavorò all'edificio dal 1925 al 1928 e nel 1930 costruì un terzo edificio per La Samaritaine.
Nel 1931, sempre in collaborazione con Jourdain, costruì un secondo grande magazzino, chiamato Decré, nella rue Moulon della città di Nantes. In entrambi i progetti, utilizzò la propria esperienza e gli esperimenti con la costruzione prefabbricata per costruire molto rapidamente. Ottenute le autorizzazioni e gettate le basi, il negozio di Nantes fu terminato in soli 97 giorni. Fu distrutto dai bombardamenti durante la guerra nel 1943, ma fu ricostruito nel 1949.
Le facciate della nuova Samaritaine consentirono a Sauvage di praticare su scala monumentale le tecniche che in precedenza aveva potuto utilizzare solo su costosi edifici più piccoli per committenti privati; ampie superfici di finestre, piene di luce, resero l'edificio un punto di riferimento luminoso del nuovo stile nel cuore della Parigi storica.
Dal 1929 al 1931 insegnò architettura all'École nationale supérieure des arts décoratifs. Molte delle sue prime opere in stile Art nouveau furono distrutte, e altre, tra cui la villa Marcot à Compiègne, è in cattive condizioni. A partire dal 1975, le sue opere principali sono state classificate come monumenti storici dal Ministero della Cultura. Venti mosaici in marmo realizzati con i cartoni di Sauvage decorano l'atrio decò della Carnegie Library di Reims.